# Gašper Krošelj
Gašper Krošelj (* 9. února 1987) je slovinský hokejista, který od sezóny 2024/2025 hraje za mužstvo HC Kometa Brno z české extraligy (ELH).
Zúčastnil se Mistrovství světa 2015 IIHF, kde vychytal jedno čisté konto. Hrál také na Zimních olympijských hrách 2018. V slovinské reprezentaci odehrál 34 zápasů.[kdy?]